# Ден Ајсел
Данијел Пол Ајсел (енгл. Daniel Paul Issel; Батавија, Илиноис, САД 25. октобар 1948) је бивши амерички кошаркаш и тренер. Играо на позицији центра и крилног центра, наступао је за Кентаки колонелсе у АБА лиги и за Денвер нагетсе у НБА. Играо је колеџ кошарку на Универзитету Кентаки у Лексингтону Кентаки за „Кентаки вајлдкетсе”.
Ајсел је два пута проглашен за ол-американ играча (НЦАА избор за најбољег кошаркаша) на путу до школског рекорда од 25,7 поена по утакмици у својој каријери. Био је почетник године Америчког кошаркашког савеза за 1971. годину и био је шест пута АБА ол-стар и једном НБА ол-стар.
Веома добар стрелац, Ајсел остаје најбољи стрелац свих времена на Универзитету Кентаки, други водећи стрелац свих времена за НБА Денвер нагетсе и други водећи стрелац свих времена за саму Америчку кошаркашку асоцијацију. Након Ајселовог повлачења из НБА лиге 1985. године, Вилт Чемберлен, Карим Абдул-Џабар и Џулијус Ирвинг били су једини професионални кошаркаши који су постигли више поена у каријери. Ајсел је примљен у Нејсмит Меморијалну кошаркашку кућу славних 1993. године.

## Почетак
Иссел је рођен у Батејвији, Илиноис, син Роберта и Еланор Ајсел, а одрастао је са сестром Кети и братом Грегом. Роберт ИАјсел је био власник и управљао својом фирмом Ајсел Пејнтинг & Декорејтинг.[ Ајсел је похађао средњу школу у Батејвији, дипломирао је 1966. године а кошарку је завршио као „ол-американ” играјући за тренера Дона Вандерсника. Ајсел је предводио средњошколски кошаркашки тим Батејвију до регионалних титула у своје последње две године. Као сениор, Ајсел је просечно постизао 25,8 поена и скором победа од 26 : 3.

## Колеџ
Исела су регрутовали северозападни колеџи Илиноис и Висконсин, али је он изабрао Кентаки.  Ајсел је тада играо колеџ кошарку на Универзитету Кентаки под тренером Адолфом Рупом.
Као сениор у Кентакију, Ајсел је у просеку постизао 33,9 поена по утакмици (36,0 на НЦАА турниру) и тиме помогао Кентакију да стигне до „Елитне осморице”.
Ајсел је играо у Великој Британији у периоду од 1966. до 1970. године и постигао је 2.138 поена (у просеку 25,7 по утакмици) и имао је 1.078 скокова, док је две од три сезоне био проглашен за „ол−американ”. Његов укупан број поена у каријери остаје највећи међу кошаркашима у Британији.
Према часопису „Спортс илустрејтед”, у утакмици на почетку Ајселове каријере у Кентакију, саиграчи му нису додавали лопту. Тренер Руп, који му је предвидео богату каријеру, узео је тајм-аут и рекао својим играчима: „Овај момак ће бити најбољи стрелац свих времена Кентакија. Мислио сам да бисте волели да га упознате”.
Дана 7. фебруара 1970. године Ајсел је постигао 53 поена у победи од 120 : 85 над Оле Мис ребелсима, оборио рекорд Клифа Хејгана у појединачној утакмици од 51. поена. Ајсел је држао овај рекорд скоро четири деценије, све док Џоди Микс није постигла 54 поена против Тенесија 13. јануара, 2009. Ајсел је такође постигао 51 поен на Државном универзитету Луизијане 21. фебруара 1970. године, што је тренутно трећи највиши скор у историји школе.
Ајселова каријера у Кентакију поклопила се са каријером Пита Маравића који је играо у ривалном ЛСУ, и који је поставио НЦАА рекорд од 3.667 поена (44,2 по утакмици). Маравић и Ајсел су завршили 1 : 2 у гласању за играча године СЕЦ у свакој од своје три сезоне.
Трогодишњи стартер Кентакија, Ајсел је предводио свој тим до три титуле на Југоисточној конференцији и поставио 23 школска рекорда у својој каријери.

## Професионална кошаркашка каријера

### Кентаки колонелс (1970—1975.)
Након што је Ајсел дипломирао средњу школу 1970. године, драфтовали су га Детроит пистонси (8. коло) Националне кошаркашке асоцијације и Кентаки колонелси (1. коло) Америчке кошаркашке асоцијације. Ајсел је потписао да игра кошарку за Колонелсе у АБА лиги.
У својој првој сезони, Ајсел је предводио АБА лигу у броју постигнутих кошева са просеком од 29,9 поена по утакмици и имао је просек од 13,2 скока по утакмици. Играо је на АБА ол-стар утакмици 1971. године и био је изабран у ол-АБА други тим. Ајсел је поделио награде за АБА почетника године са Чарлијем Скотом из Вирџинија сквајрса. Ајселов успех није стао на томе, на путу до наступа Колонелса 1971. године у АБА финалу те постсезоне, Ајсел је просечно бележио 28,1 поен и 11,6 скокова по утакмици плеј-офа. Упркос овим просецима, Колонелси су изгубили од Јута старса, предвођене Зелмо Битијем, у веома тешкој серији од седам утакмица.
Следеће сезоне, Ајсел је играо у 83. од 84. утакмице и подигао свој просек на 30,6 поена по утакмици. Проглашен је за МВП-а своје друге Ол-стар утакмице јер је постигао 21. поен иимао је девет скокова. Ајсел је изабран у ол-АБА први тим те сезоне.
Уз помоћ доминантног 7'2" центра Артиса Гилмора, Кентаки колонелси су у сезони 1974/75. освојили су „АБА шампионат 1975”, уз кључну подршку Ајсела и веома доброг бека (и колеге бившег Кентаки вајлкетса) Луј Дампијера. У 4. утакмици серије, Ајсел је предводио све стрелце са 26. поена. У шест сезона, Ајсел је водио лигу у укупном броју поена три пута (укључујући рекордних 2.538 у сезони 1971/72.) и био је Ол-стар сваке године.

### Денвер нагетси (1975—1985.)
Пре сезоне 1975/76, колонелси су мењали Ајсела у Балтимор клавсе (раније Мемфис соундси) за Тома Овенса и доплату. Клавси су одустали од трејда пре почетка сезоне, а Ајсел је накнадно послат у Денвер нагетсе за Дејва Робиша и доплату. Током своје прве сезоне на Нагетсима, Ајсел и његов нови тим су завршили са најбољим резултатом АБА 60 : 24 и резултатом 60 : 24. напредовао је до АБА финала, где је у просеку бележио 22,8 поена и 12,8 скокова током оспореног пораза у серији од шест утакмица.
Током своје АБА каријере, Ајсел је био 6 пута АБА ол-стар, 5 пута члан АБА ол-про тима, други АБА-ин стрелац свих времена (иза Луја Дампијера, био је МВП АБА ол-стар утакмице 1972. године, а 1971. године АБА новајлија године, предводи АБА у резултату током 1970/71. са 29,4 поена и држи АБА рекорд за највише поена у сезони са 2.538 у 1971/72.
Ајсел је остао у Нагетсима након спајања АБА и НБА у јуну 1976. године и представљао је Денвер на НБА ол-стар утакмици 1977. Остао је продуктиван, постизавајући 20 поена по утакмици пет од преосталих осам година. Ајсел је играо кључну улогу у помагању Нагетсима да уђу у постсезону сваке године његовог мандата, заједно са (у различитим тренуцима) колегама звездама Дејвидом Томпсоном, Бобијем Џонсом, Кикијем Вандевегеом и Алексом Инглишем. Дана 31. јануара 1980. Ајсел је постигао рекордних 47. поена у НБА каријери, укључујући 19 од 23 покушаја слободних бацања, у победи над Њу Џерси нетсима са 127 : 126. Дана 21. јануара 1981. године, на утакмици где су победили Спарсе са 129 : 115 Ајсел је имао 21 скок, док је такође постигао 32 поена. Током 1984. НБА плеј-офа, Ајсел је постигао највећи просек постсезоне по утакмици од својих АБА дана са 27,4 поена по утакмици али су Нагетси ипак изгубили серију са 2 : 3 против Јута џеза. Након сезоне 1984/85 Ајсел се повукао из активног играња, након што су Нагетси елиминисани у финалу Западне конференције од Лос Анђелес лејкерса, добио је НБА награду Ј. Валтера Кенедија  за изузетну службу и доперинос заједници.
У девет сезона и 718 НБА утакмица са Денвером, Ајсел је просечно бележио 20,4 поена и 7,9 скокова по утакмици. Носивши број 44, Ајсел је други најбољи стрелац Нагетса свих времена. Сакупио је преко 27.000 поена у својој комбинованој АБА и НБА каријери, заостајавши само за Каримом Абдул Џабаром, Вилтом Чемберленом и Џулијусом Ирвингом по одласку у пензију. Ајсел тренутно заузима 11. место на комбинованој АБА/НБА листи стрелаца свих времена. Пропустио је само 24 утакмице у 15 сезона, због чега је добио надимак „Коњ”. Био је део класе Нејсмит Меморијал кошаркашке куће славних 1993. године. Вилтом Чемберлен

## Тренерска каријера
Након што је његова играчка каријера завршена, Ајсел се повукао на своју фарму коња Кортланд у округу Вудфорд, Кентаки. Провео је годину дана радећи плакате за кошаркашке утакмице у Кентакију, а затим је постао коментатор на телевизији за Нагетса од 1988. до 1992. године.
Чак и без тренерског искуства, Берни Бикерстаф га је регрутовао за главног тренера Нагетса 1992. Током сезоне 1994. годне Ајсел је довео свој тим у плеј-оф са својим првим победничким рекордом у четири године, након што је победио у само 44 утакмице у претходне две године. Те године, Нагетси су направили највеће изненађење, до тог датума, у историји плеј-офа Националне кошаркашке асоцијације (НБА), избацивши Сијетл суперсониксе у пет утакмица (први икада 8. носилац који је победио првог носиоца у првом колу). Ајсел је дао оставку након 34 утакмице у сезони 1994/95. након што се суочио са критикама због свог тренерског стила.
Ајсел се вратио у Нагетсе 1998. године као председник и генерални менаџер. Поново се именовао за главног тренера у децембру 1999. године, препустивши титулу генералног менаџера Кикију Вандевегеу. Његов други мандат био је далеко мање успешан од првог, Нагетси нису забележили победничку сезону за то време. Био је делимично спутан дуготрајним напорима да пронађе новог власника, два уговора о продаји тима пропала су у последњем тренутку. Непосредно пред почетак сезоне 1999/00, рекао је новинарима да је било неколико одлука које једноставно није могао да донесе због нестабилне власничке ситуације. Исте 2000 године, Ајсел се суочио са побуном тима након што их је критиковао због четири узастопне изгубљене утакмице. Капитени Нагетса позвали су на бојкот њиховог следећег тренинга, што је изазвало интересовање ЦНН-а и других новинских агенција. Тим је видео извесно побољшање касније у сезони, али је пропустио плеј-оф са укупним скором 40 : 42 регуларне сезоне.
Ајселов мандат са Нагетсима је окончан у децембру 2001. године. Дана 11. децембра, након тесног пораза од Шарлот хорнетса, Ајсел је чуо како му се навијач руга, док је одлазио са терена у Пепси центру. Ајсел му је узвратио: „Иди попиј још једно пиво, говно мексичко.“ Инцидент је снимљен на Денверовој НБЦ филијали, КУСА-ТВ. Шпанска привредна комора је одговорила наводећи да ће њени чланови бојкотовати тим осим ако Ајсел не буде отпуштен. Ајсел је суспендован без плате на четири утакмице од стране тима. Следећег дана се јавно извинио, а у петак се састао са представницима шпанске коморе, који су прихватили његово извињење. Међутим, неколико чланова хиспанске заједнице у Денверу сматрало је да је суспензија недовољна казна и позвали су да буде отпуштен. Неколико сати пре него што је требало да се врати, Ајсел је узео одсуство да одлучи да ли жели да се врати. Прихватио је откуп свог уговора и поднео оставку 26. децембра.

## АБА/НБА играчка статистика
| † | Означава сезоне у којима је Ајсел победио Списак шампиона АБА лиге |
| * | Предводио лигу                                                     |

### Регуларна сезона
| Сезона    | Екипа            | ОУ    | СУ  | МПУ  | ПШ%  | 3П%  | СБ%  | СПУ  | АПУ | УПУ | БПУ | ППУ   |
| --------- | ---------------- | ----- | --- | ---- | ---- | ---- | ---- | ---- | --- | --- | --- | ----- |
| 1970/71.  | Кентаки к. (АБА) | 83    | –   | 39.4 | .485 | .000 | .807 | 13.2 | 2.0 | –   | –   | 29.9* |
| 1971/72.  | Кентаки (АБА)    | 83    | –   | 43.0 | .486 | .273 | .785 | 11.2 | 2.3 | –   | –   | 30.6  |
| 1972/73.  | Кентаки (АБА)    | 84*   | –   | 42.0 | .513 | .200 | .764 | 11.0 | 2.6 | –   | –   | 27.3  |
| 1973/74.  | Кентаки (АБА)    | 83    | –   | 40.3 | .480 | .176 | .787 | 10.2 | 1.7 | .8  | .4  | 25.5  |
| 1974/75.† | Кентаки (АБА)    | 83    | –   | 34.5 | .471 | .000 | .738 | 8.6  | 2.3 | .9  | .6  | 17.7  |
| 1975/76.  | Денвер (АБА)     | 84    | –   | 34.0 | .511 | .250 | .816 | 11.0 | 2.4 | 1.2 | .7  | 23.0  |
| 1976/77.  | Денвер (НБА)     | 79    | –   | 31.7 | .515 | –    | .797 | 8.8  | 2.2 | 1.2 | .4  | 22.3  |
| 1977/78.  | Денвер           | 82    | –   | 34.8 | .512 | –    | .782 | 10.1 | 3.7 | 1.2 | .5  | 21.3  |
| 1978/79.  | Денвер           | 81    | –   | 33.9 | .517 | –    | .754 | 9.1  | 3.1 | .8  | .6  | 17.0  |
| 1979/80.  | Денвер           | 82    | –   | 35.8 | .505 | .333 | .775 | 8.8  | 2.4 | 1.1 | .7  | 23.8  |
| 1980/81.  | Денвер           | 80    | –   | 33.0 | .503 | .167 | .759 | 8.5  | 2.0 | 1.0 | .7  | 21.9  |
| 1981/82.  | Денвер           | 81    | 81  | 30.5 | .527 | .667 | .834 | 7.5  | 2.2 | .8  | .7  | 22.9  |
| 1982/83.  | Денвер           | 80    | 80  | 30.4 | .510 | .211 | .835 | 7.5  | 2.8 | 1.0 | .5  | 21.6  |
| 1983/84.  | Денвер           | 76    | 66  | 27.3 | .493 | .211 | .850 | 6.8  | 2.3 | .8  | .6  | 19.8  |
| 1984/85.  | Денвер           | 77    | 9   | 21.9 | .459 | .143 | .806 | 4.3  | 1.8 | .8  | .4  | 12.8  |
| Укупно    | Укупно           | 1,218 | 236 | 34.3 | .499 | .204 | .793 | 9.1  | 2.4 | 1.0 | .5  | 22.6  |
| Ол-стар   | Ол-стар          | 7     | 1   | 24.7 | .512 | –    | .731 | 6.9  | 2.3 | .1  | .1  | 14.7  |

### Плеј−оф
| Сезона             | Екипа            | ОУ  | СУ | МПУ  | ПШ%  | 3П%   | СБ%    | СПУ  | АПУ | УПУ | БПУ | ППУ  |
| ------------------ | ---------------- | --- | -- | ---- | ---- | ----- | ------ | ---- | --- | --- | --- | ---- |
| АБА плеј−оф 1971.  | Кентаки к. (АБА) | 19  | –  | 35.3 | .505 | –     | .878   | 11.6 | 1.5 | –   | –   | 28.1 |
| АБА плеј−оф 1972.  | Кентаки (АБА)    | 6   | –  | 44.8 | .412 | .000  | .760   | 9.0  | .8  | –   | –   | 22.0 |
| АБА плеј−оф 1973.  | Кентаки (АБА)    | 19  | –  | 43.4 | .497 | .167  | .795   | 11.8 | 1.5 | –   | –   | 27.4 |
| АБА плеј−оф 1974.  | Кентаки (АБА)    | 8   | –  | 38.9 | .444 | –     | .848   | 10.9 | 1.8 | .5  | .8  | 18.5 |
| АБА плеј−оф 1975.† | Кентаки (АБА)    | 15  | –  | 38.5 | .467 | –     | .811   | 7.9  | 1.9 | 1.1 | .8  | 20.3 |
| АБА плеј−оф 1976.  | Денвер АБА       | 13  | –  | 36.2 | .489 | .000  | .786   | 12.0 | 2.5 | 1.0 | .6  | 20.5 |
| НБА плеј−оф 1977.  | Денвер           | 6   | –  | 37.0 | .510 | –     | .756   | 9.7  | 2.8 | .8  | .7  | 22.0 |
| НБА плеј−оф 1978.  | Денвер           | 13  | –  | 35.4 | .486 | –     | .862   | 10.3 | 4.1 | .5  | .2  | 20.2 |
| НБА плеј−оф 1979.  | Денвер           | 3   | –  | 36.3 | .533 | –     | .806   | 9.3  | 3.3 | .0  | .0  | 24.3 |
| НБА плеј−оф 1982.  | Денвер           | 3   | –  | 34.3 | .533 | –     | 1.000* | 7.0  | 1.7 | 1.0 | .3  | 25.3 |
| НБА плеј−оф 1983.  | Денвер           | 8   | –  | 28.4 | .507 | .000  | .862   | 7.3  | 3.1 | 1.1 | .6  | 20.4 |
| НБА плеј−оф 1984.  | Денвер           | 5   | –  | 30.6 | .510 | .500  | .821   | 8.0  | 1.6 | 1.2 | 1.2 | 27.4 |
| НБА плеј−оф 1985.  | Денвер           | 15  | 4  | 21.7 | .459 | 1.000 | .813   | 3.6  | 1.8 | .8  | .3  | 12.4 |
| Укупно             | Укупно           | 133 | 4  | 35.5 | .487 | .250  | .822   | 9.4  | 2.1 | .8  | .6  | 22.1 |

## Главни тренер

### НБА
| Тим    | Година   | У   | ПОБ | ПОР | УС%  | Пласман              | ПУ | ППОБ | ППОР | ПУС% | Пласман у плеј-офу      |
| ------ | -------- | --- | --- | --- | ---- | -------------------- | -- | ---- | ---- | ---- | ----------------------- |
| Денвер | 1992/93. | 82  | 36  | 46  | .439 | 4. на средњем западу | —  | —    | —    | —    | Пропустили плеј−оф      |
| Денвер | 1993/94. | 82  | 42  | 40  | .512 | 4. на средњем западу | 12 | 6    | 6    | .500 | Изгубили у полуф. конф. |
| Денвер | 1994/95. | 34  | 18  | 16  | .529 | (дао отказ)          | —  | —    | —    | —    | —                       |
| Денвер | 1999/00. | 82  | 35  | 47  | .427 | 5. на средњем западу | —  | —    | —    | —    | Пропустили плеј−оф      |
| Денвер | 2000/01. | 82  | 40  | 42  | .488 | 6. на средњем западу | —  | —    | —    | —    | Пропустили плеј−оф      |
| Денвер | 2001/02. | 26  | 9   | 17  | .346 | (дао отказ)          | —  | —    | —    | —    | —                       |
| укупно | укупно   | 388 | 180 | 208 | .464 |                      | 12 | 6    | 6    | .500 |                         |